# Liste des titres musicaux numéro un aux États-Unis en 1971
Voici la liste les titres musicaux ayant eu le plus de succès au cours de l'année 1971 aux États-Unis d'après le magazine Billboard.

## Historique
| Date         | Artiste(s)                        | Titre                                                              | Référence |
| ------------ | --------------------------------- | ------------------------------------------------------------------ | --------- |
| 2 janvier    | George Harrison                   | My Sweet Lord/Isn't It a Pity                                      |           |
| 9 janvier    | George Harrison                   | My Sweet Lord/Isn't It a Pity                                      |           |
| 16 janvier   | George Harrison                   | My Sweet Lord/Isn't It a Pity                                      |           |
| 23 janvier   | Tony Orlando and Dawn             | Knock Three Times                                                  |           |
| 30 janvier   | Tony Orlando and Dawn             | Knock Three Times                                                  |           |
| 6 février    | Tony Orlando and Dawn             | Knock Three Times                                                  |           |
| 13 février   | The Osmonds                       | One Bad Apple                                                      |           |
| 20 février   | The Osmonds                       | One Bad Apple                                                      |           |
| 27 février   | The Osmonds                       | One Bad Apple                                                      |           |
| 6 mars       | The Osmonds                       | One Bad Apple                                                      |           |
| 13 mars      | The Osmonds                       | One Bad Apple                                                      |           |
| 20 mars      | Janis Joplin                      | Me and Bobby McGee                                                 |           |
| 27 mars      | Janis Joplin                      | Me and Bobby McGee                                                 |           |
| 3 avril      | The Temptations                   | Just My Imagination (Running Away with Me)                         |           |
| 10 avril     | The Temptations                   | Just My Imagination (Running Away with Me)                         |           |
| 17 avril     | Three Dog Night                   | Joy to the World                                                   |           |
| 24 avril     | Three Dog Night                   | Joy to the World                                                   |           |
| 1er mai      | Three Dog Night                   | Joy to the World                                                   |           |
| 8 mai        | Three Dog Night                   | Joy to the World                                                   |           |
| 15 mai       | Three Dog Night                   | Joy to the World                                                   |           |
| 22 mai       | Three Dog Night                   | Joy to the World                                                   |           |
| 29 mai       | The Rolling Stones                | Brown Sugar                                                        |           |
| 5 juin       | The Rolling Stones                | Brown Sugar                                                        |           |
| 12 juin      | The Honey Cone                    | Want Ads                                                           |           |
| 19 juin      | Carole King                       | It's Too Late/I Feel the Earth Move                                |           |
| 26 juin      | Carole King                       | It's Too Late/I Feel the Earth Move                                |           |
| 3 juillet    | Carole King                       | It's Too Late/I Feel the Earth Move                                |           |
| 10 juillet   | Carole King                       | It's Too Late/I Feel the Earth Move                                |           |
| 17 juillet   | Carole King                       | It's Too Late/I Feel the Earth Move                                |           |
| 24 juillet   | The Raiders                       | Indian Reservation (The Lament of the Cherokee Reservation Indian) |           |
| 31 juillet   | James Taylor                      | You've Got a Friend                                                |           |
| 7 août       | Bee Gees                          | How Can You Mend a Broken Heart                                    |           |
| 14 août      | Bee Gees                          | How Can You Mend a Broken Heart                                    |           |
| 21 août      | Bee Gees                          | How Can You Mend a Broken Heart                                    |           |
| 28 août      | Bee Gees                          | How Can You Mend a Broken Heart                                    |           |
| 4 septembre  | Paul McCartney et Linda McCartney | Uncle Albert/Admiral Halsey                                        |           |
| 11 septembre | Donny Osmond                      | Go Away Little Girl                                                |           |
| 18 septembre | Donny Osmond                      | Go Away Little Girl                                                |           |
| 25 septembre | Donny Osmond                      | Go Away Little Girl                                                |           |
| 2 octobre    | Rod Stewart                       | Maggie May/Reason to Believe                                       |           |
| 9 octobre    | Rod Stewart                       | Maggie May/Reason to Believe                                       |           |
| 16 octobre   | Rod Stewart                       | Maggie May/Reason to Believe                                       |           |
| 23 octobre   | Rod Stewart                       | Maggie May/Reason to Believe                                       |           |
| 30 octobre   | Rod Stewart                       | Maggie May/Reason to Believe                                       |           |
| 6 novembre   | Cher                              | Gypsys, Tramps & Thieves                                           |           |
| 13 novembre  | Cher                              | Gypsys, Tramps & Thieves                                           |           |
| 20 novembre  | Isaac Hayes                       | Theme From Shaft                                                   |           |
| 27 novembre  | Isaac Hayes                       | Theme From Shaft                                                   |           |
| 4 décembre   | Sly and the Family Stone          | Family Affair                                                      |           |
| 11 décembre  | Sly and the Family Stone          | Family Affair                                                      |           |
| 18 décembre  | Sly and the Family Stone          | Family Affair                                                      |           |
| 25 décembre  | Melanie Safka                     | Brand New Key                                                      |           |